# Petite rivière à l'Ours (vattendrag i Kanada, lat 48,43, long -72,58)
Petite rivière à l'Ours är ett vattendrag i Kanada.   Det ligger i provinsen Québec, i den östra delen av landet, 400 km nordost om huvudstaden Ottawa.
I omgivningarna runt Petite rivière à l'Ours växer i huvudsak blandskog. Trakten runt Petite rivière à l'Ours är nära nog obefolkad, med mindre än två invånare per kvadratkilometer.